# Rhegmoclema fragile
Rhegmoclema fragile är en tvåvingeart som beskrevs av Cook 1965. Rhegmoclema fragile ingår i släktet Rhegmoclema och familjen dyngmyggor.
Artens utbredningsområde är Lesotho. Inga underarter finns listade i Catalogue of Life.